# Kochać Kościół
Przyjaciele Boga – zbiór homilii św. Josemarii Escrivy, założyciela Opus Dei. Wydana pośmiertnie, w 1986 r. w języku hiszpańskim. Zawiera 3 homilie na temat Kościoła.
Jej łączny światowy nakład w różnych językach, to 40 tys. egzemplarzy (2005). Po polsku ukazało się ponad 5 tys. egzemplarzy.